# زنگ‌زدگی آهن
اکسیداسیون آهن معمولاً از طریق واکنش با اکسیژن صورت می‌گیرد. اما نوع‌های دیگری از زنگ زدن وجود دارد که حاصل واکنش آهن و کلر است که به آن زنگ سبز می‌گویند. زنگ آهن شامل هیدرات آهن (III) اکسید وFe2O3·nH2O آهن (III) اکسید-هیدروکسید (FeO(OH), Fe(OH)3). با دادن زمان کافی تمام آهن به زنگ آهن تبدیل شده و فرو می‌ریزد. از مهم‌ترین اکسیدهای آهن می‌توان به هماتیت Fe2O3 و مگنتیت که ترکیبی از هماتیت و آهن اکسید هست اشاره کرد که مگنتیت خواصیت مغناطیسی بیشتری دارد
زنگ به خوردگی آهن و آلیاژهای آن گفته می‌شود و اگر چه اکسیداسیون برای فلزهای دیگر نیز رخ می‌دهد اما به عنوان زنگ شناخته نمی‌شود.

## واکنش زنگ زدن آهن

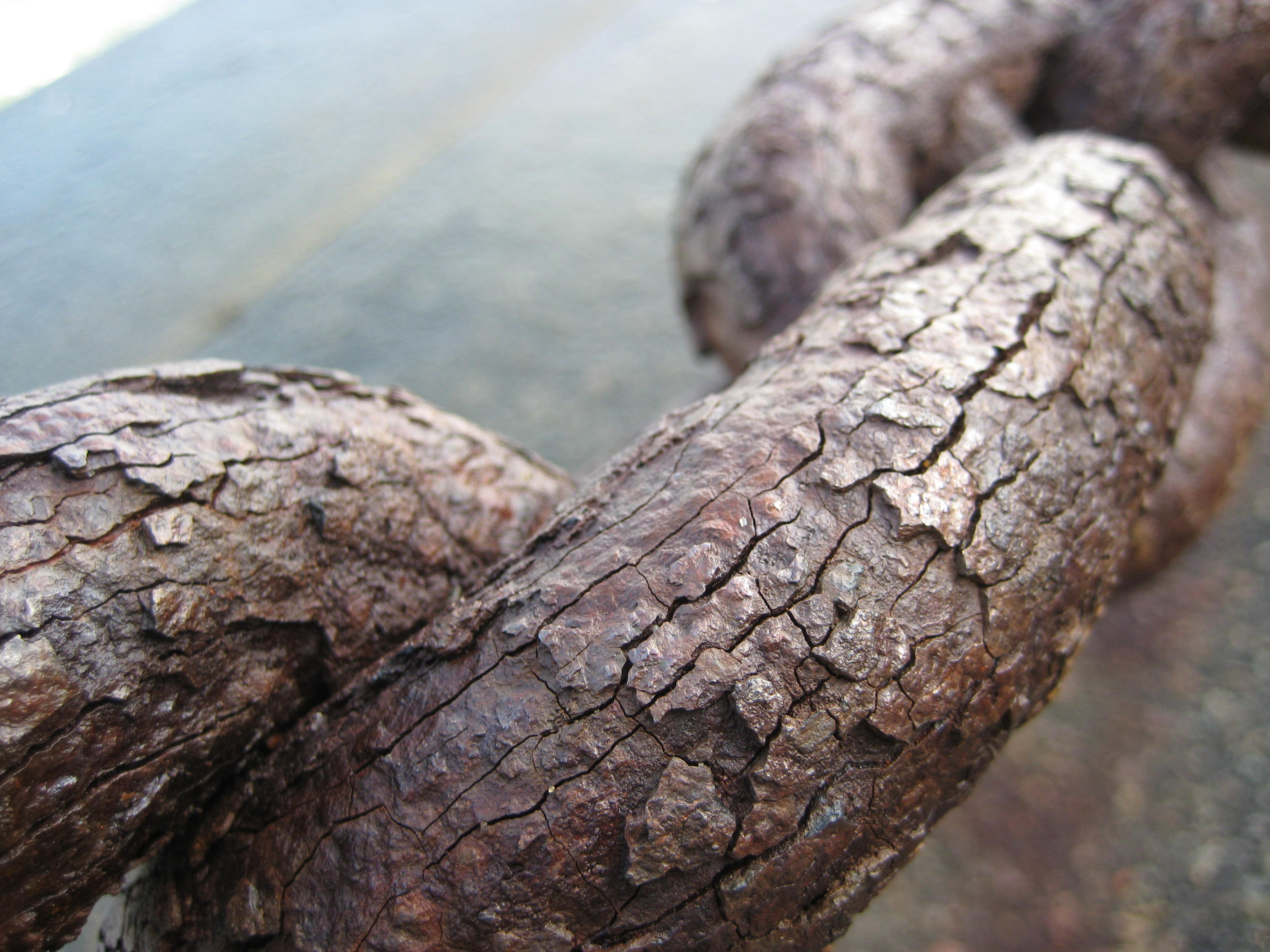
زنگ بسیار زیاد در نزدیکی پلی در سان‌فرانسیسکو.

### اکسیداسیون
وقتی آهن با آب و اکسیژن تماس پیدا کند (یا اکسنده‌های قوی مثل اکسید کربن ویا اسیدهای قوی) زنگ می‌زند، وجود محلول‌های الکترولیت نیز سرعت زنگ زدن آهن را بسیار افزایش می‌دهد. به علت نقص در شبکه بلوری در مورد آهن نیز عمل پاسیو شدن رخ نمی‌دهد تا از ادامه زنگ زدن جلوگیری کند. البته وجود محیط بازی از سرعت اکسیداسیون می‌کاهد.

### واکنش‌ها
روند اکسیداسیون آهن از انتقال الکترون از آهن به اکسیژن آغاز می‌شود.  واکنش اصلی کاهش اکسیژن به صورت زیر است:
O2 + 4 e- + 2 H2O → 4 OH-
به علت ایجاد یون‌های هیدروکسید سرعت انجام واکنش با حضور اسیدها بسیار بیشتر می‌شود به همین دلیل در پ‌هاشهای پایین سرعت زنگ زدن زیاد است. , الکترون‌های واکنش بالا از واکنش زیر تهیه می‌شود:
Fe → Fe2+ + 2 e−
هنگامی که این عمل تکرار می‌شود آهن (II) به آهن (III) تبدیل می‌شود:
4 Fe2+ + O2 → 4 Fe3+ + 2 O۲−
به علاوه تعادل‌های اسید-باز زیر نیز در تولید زنگ آهن موثرند:
Fe2+ + 2 H2O ⇌ Fe(OH)2 + 2 H+
Fe3+ + 3 H2O ⇌ Fe(OH)3 + 3 H+
سپس در فرایندهای آب‌گیری زیر هیدروکسید آهن به اکسید آهن تبدیل می‌شوند:
Fe(OH)2 ⇌ FeO + H2O
Fe(OH)3 ⇌ FeO(OH) + H2O
2 FeO(OH) ⇌ Fe2O3 + H2O

## جلوگیری از زنگ زدن

### گالوانیزه کردن
در این عمل لایه‌ای از روی روی آهن کشیده می‌شود و باعث می‌شود که به علت عمل پاسیو شدن از ادامه خوردگی محافظت شود.

### حفاظت کاتدی
در این عمل از فلزات فعال‌تر از آهن در نزدیکی آهن استفاده می‌شود تا هنگام واکنش الکتروشیمیایی زنگ زدن آهن، آهن تبدیل به پایگاه کاتدی شده و فلز در مجاورت آن که آند نامیده می‌شود، اقدام به انتشار الکترون به سمت آهن می‌کند و خود به مرور زمان از بین می‌رود. در نتیجه الکترونهای آهن جایگزین می‌شوند و آهن از خوردگی می‌گریزد.

### آبکاری
- آبکاری روی که به آن گالوانیزه کردن می‌گویند
- آبکاری کروم، این کار علاوه بر محافظت به آهن رنگ نقره‌ای و براقی می‌بخشد.

## آلیاژهای مقاوم به زنگ
فولاد ضدزنگ آلیاژی از فولاد است که اضافه شدن فلز کروم موجب محافظت آن از زنگ می‌شود. از فلزات دیگری همچون منیزیم، تیتانیم، روی، اکسید روی، آلومینیوم هم می‌توان برای این منظور استفاده کرد.